# Khong tayiji
Khong tayiji (in mongolo: хун тайж; in cinese: 渾台吉T, 浑台吉S, HúntáijíP), scritto anche qong tayiji, era un titolo dei mongoli, derivato dal termine cinese huangtaizi (皇太子, "principe ereditario").
Inizialmente era un titolo dato agli eredi del khaghan, concesso solo ai discendenti di Gengis Khan. Nella tradizione mongola, un khan non poteva nominare il successore, che veniva invece eletto dal kuriltai dopo la morte del khan. Kublai Khan, fondatore della dinastia Yuan, ruppe questa tradizione e insediò il suo secondo figlio Zhenjin come principe ereditario. Dopo la morte di Zhenjin nel 1286, il sigillo di principe ereditario passò al terzo dei suoi figli, Temür Khan, nel 1293. Temür, però, non fu mai formalmente nominato principe ereditario e non era ancora il successore definitivo. Fu confermato come tale solo in un kuriltai tenutosi dopo la morte di Kublai.
Il khong tayiji assunse il ruolo di vice-khan quando Altan Khan dei tümed ne fece l'assistente del khan.
Nel 1630 il capo degli zungari ricevette il titolo di Baatur Khong Tayiji dal quinto Dalai Lama, Ngawang Lozang Gyatso. In seguito il titolo di khong tayiji fu adottato dal capo degli zungari Tsewang Dorji Namjal, figlio di Galdan Tseren. Man mano che gli zungari consolidavano il loro potere, il titolo aumentava di importanza. Verso la metà del XVIII secolo, tra gli oirati il titolo di khong tayiji era più importante di quello di khan.